# Chiesa di Sant'Anastasio di Muzaka
La chiesa di Sant'Atanasio di Mouzaki è una chiesa ubicata a Kastoria.

## Storia e descrizione
La chiesa fu costruita, come riportato da una targa posta lungo la parte sinistra, dai fratelli Teodoro II e Stoya, appartenenti alla famiglia Muzaka, la quale controllava la città. Lavori di restauro si ebbero nel 1951.
La chiesa, situata nei pressi del lago Orestiada, è fin dalla sua costruzione dedicata a sant'Atanasio: di modeste dimensioni, esternamente non presenta elementi di rilievo, con facciata semplice con portale d'ingresso, sormontato da un affresco e da una finestra. Interamente è a navata unica con abside semicircolare sul fondo e nartece sul lato opposto, di epoca successiva rispetto al resto della struttura. Il ciclo di affreschi, coevo alla data di costruzione della chiesa, ha come tema principale scene della vita e della passione di Gesù, nonché figure di santi, alcuni dei quali locali, vestiti con abiti bizantini. Tra le particolarità degli affreschi la raffigurazione della Vergine Maria con un vestito imperiale e sant'Alessandro con un abito militare, pur non essendo annoverato tra questa tipologia di santi.